# Карл Густав Шютте
Барон Карл Густав Шютте (швед. Carl Gustaf Skytte; 1647 — 1717, Мальме, Швеція) — шведський генерал від інфантерії (1716), учасник Північної війни. Комендант Тарту (1697—1704), обороняв його від московської армії у 1704 році.

## Біографія

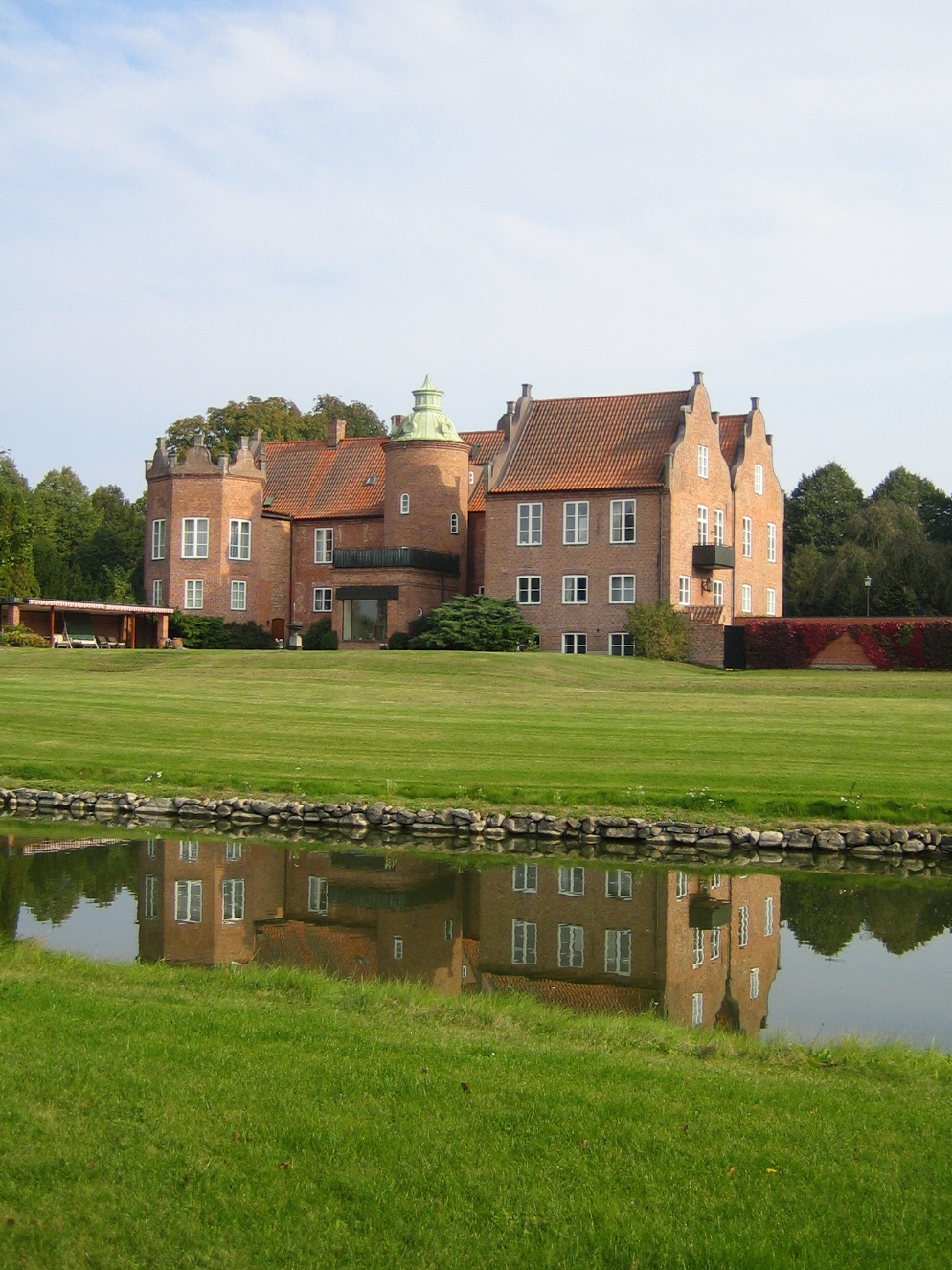
Замок Робелов у Сконе був власністю Карла Густава Шютте з 1684 року до його смерті в 1717 році. Замок перейшов до сина його двоюрідного брата, Карла Генріка Шютте, який продав його в 1732 році

У 1660 році став прапорщиком, а в 1668 році — лейтенантом у полку Крунуберга, у 1672 році отримав дозвіл на поїздку за кордон і в тому ж році став капітаном полку Конрада Крістофа фон Кенігсмарка на голландській службі та брав участь, серед іншого, у обороні міста Гронінгена від князя-єпископа Мюнстера.
Згодом служив у шведській та французькій арміях, брав участь у Дансько-шведській війні, з 1677 року — полковник і комендант Крістіанстада та Ландскруни у Сконе.
З 1697 — комендант Тарту в Шведській Лівонії, після початку Північної війни в кампанії 1704 обороняв фортецю від москалів. За угодою про капітуляцію фортеці шведський гарнізон був відпущений із сім'ями, запасом провізії та пожитками, проте без прапорів, артилерії та зброї. При виході шведів із фортеці московський цар Петро I повернув їм офіцерські шпаги та частину рушниць. Але командувач, попри обіцянки ворогів, був затриманий надовго.
12 червня 1706 отримав звання генерал-майора, 29 березня 1709 призначений ризьким віце-губернатором. Незабаром призначений віце-губернатором Сконе (спочатку 1709 року, потім займав цю посаду в 1711—1716 роках).
30 серпня 1710 отримав чин генерал-лейтенанта піхоти, в 1715 — титул барона. З 1716 — губернатор Сконе, 29 грудня 1716 отримав чин генерала від інфантерії.

## Твори
Спогади Шютте про облогу Тарту в 1704 році надруковані в «Щоденниках Каролінського воїна» в 1916 році.